# Cethosia praestabilis
Cethosia praestabilis är en fjärilsart som beskrevs av Hans Fruhstorfer 1909. Cethosia praestabilis ingår i släktet Cethosia och familjen praktfjärilar. Inga underarter finns listade i Catalogue of Life.